# Catagramma mena
Catagramma mena är en fjärilsart som beskrevs av Otto Staudinger 1886. Catagramma mena ingår i släktet Catagramma och familjen praktfjärilar. Inga underarter finns listade i Catalogue of Life.